# イーゴリ・ファルフトジノフ

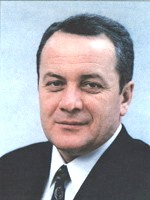
イーゴリ・ファルフトジノフ

イーゴリ・パヴロヴィチ・ファルフトジノフ （ロシア語: Игорь Павлович Фархутдинов、1950年4月16日 - 2003年8月20日）は、ロシア連邦の政治家。 1995年から2003年まで、サハリン州知事を務めた。 
1950年4月16日、ノボシビルスク生まれ。母親はシベリア出身、父親はタタール人で、ヨシフ・スターリンのもとシベリアに追放された。母方の祖父は日露戦争でサハリンで戦った。1972年にクラスノヤルスク工科大学を卒業。経済学博士。 
2003年8月20日、ファルフトジノフが搭乗していたヘリコプター・Mi-8がカムチャッカ州で姿を消し、その3日後、ファルフトジノフは遺体となって発見された。